# Eduard Botchanov

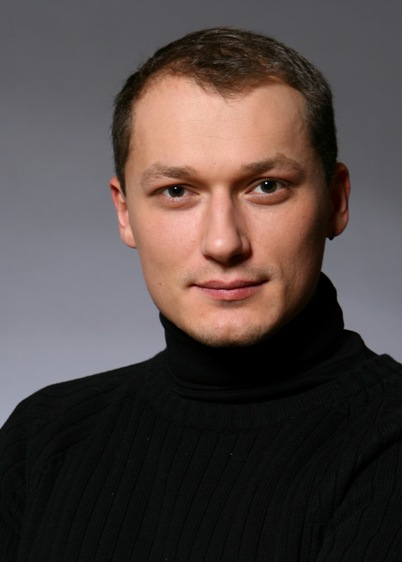
Eduard Botchanov

Eduard Botchanov (* 6. Juli 1980 in Leningrad) ist ein russischer Filmemacher. Seine Spezialgebiete sind Dokumentarfilme und Reportagen.

## Leben
Eduard Botchanov wurde 1980 in einer Schauspieler- und Künstlerfamilie in Leningrad geboren. In den Jahren von 1996 bis 1999 lebte er in Chicago und machte dort an der Glenbrook South High School seinen Schulabschluss. Danach kam er nach Deutschland und studierte an der Universität Bremen Soziologie. Im Jahre 2003 ging er dann nach Hamburg zur deutschen Filmindustrie und war dort technischer Übersetzer, Beleuchter und Kameraassistent in den Bereichen Werbung und Spielfilm. Seit 2007 ist Eduard Botchanov freier Produzent und Regisseur.

## Filmografie
- 2007: Ostpreußens Norden
- 2008: Die Bombe
- 2008: Auf nach Sibirien
- 2009: Die neuen Nonnen von Moskau
- 2009: Der kalte Krieg der Überschallflieger
- 2009: Terra X – Schliemanns Erben – Das Vermächtnis der Steppenkrieger
- 2009: Das Leben von Marion Dönhoff
- 2009: Die Flicks
- 2009: Georg Wilhelm Steller
- 2011: MareTV Das Wolgadelta
- 2012: MareTV Auf der Kurischen Nehrung
- 2012: Terra X – Die letzten Minuten
- 2013: MareTV Sotchi am Schwarzen Meer
- 2013: Auf der Suche nach dem Zarenschatz
- 2013: Im Bann der Arktis
- 2014: Too young to die – Wladimir Wyssockij